# 在ブルノロシア総領事館
在ブルノロシア総領事館（チェコ語: Generální konzulát Ruské v Brně、ロシア語: Генеральное консульство Российской в Брно、英語: Consulate General of Russia in Brno）は、チェコの南モラヴィア州ブルノに置かれているロシアの総領事館である。

## 沿革
- 1969年、在ブルノソビエト連邦領事館として開設[1]。
- 1973年、在ブルノソビエト連邦総領事館に昇格[1]。
- 1991年、在ブルノロシア連邦総領事館に改称される[1]。

## 総領事
- 2020年7月より、アレクサンドル・ニコラエヴィッチ・ブダエフが総領事を勤めている[2]。

## 管轄地域
南モラヴィア州、ヴィソチナ州、ズリーン州、オロモウツ州、モラヴィア・スレスコ州の5州を管轄している。 